# Tacfarinas
Tacfarinas ("il Tacfarinate", ossia "uomo di Tacfarin") (I secolo a.C. – 24) è stato un condottiero berbero della Numidia, comandante delle forze ausiliarie che si ribellò al potere imperiale romano sotto Tiberio.
La sua figura viene associata a quella di altri capi ausiliari refrattari all'obbedienza a Roma come Giulio Civile e Arminio.

## Biografia
L'insurrezione viene narrata da Tacito, che riporta: "questo stesso anno (17) scoppiò una guerra in Africa. Gli insorti avevano come capo un Numida di nome Tacfarinas" (Annales, II, 52).
Tacfarinas aveva prestato servizio nelle truppe ausiliarie di Roma prima di disertare e radunare intorno a sé un banda di irregolari. Col tempo, però, sfruttando il malcontento delle tribù indigene amministrate dai Romani, riuscì a porsi a capo della potente tribù dei Musulami e attirò a sé numerosi Mauri, il cui sovrano, Tolomeo, figlio di Giuba II, era sempre più un fantoccio dei romani. Ed anche i re dei Garamanti fornirono il loro aiuto al ribelle, mentre dalla stessa provincia d'Africa (l'attuale Tunisia) gli giungevano rinforzi, cosicché l'esercito romano doveva combattere su un fronte vastissimo, che andava dalla piccola Sirte a est fino alla Mauretania ad ovest. La guerra durò sette anni, e fu una delle più importanti ribellioni dei Berberi contro i Romani.
Il primo scontro, avvenuto nel 17, vide la vittoria delle truppe romane della Legio III Augusta ed il successivo riorganizzarsi delle bande berbere per procedere a frequenti azioni di guerriglia che impedivano il pacifico e completo controllo del territorio.
Nel 19 Tiberio decise di trasferire temporaneamente, dalla Pannonia, l'intera IX Legione Hispana e distaccamenti legionari della legio VIII Augusta, agli ordini di Quinto Giunio Bleso che inflisse all'esercito di Tacfarinas una pesante sconfitta, ma non riuscì a ucciderlo o catturarlo, così permettendogli di tornare a nuocere nel giro di pochi mesi. Alla fine, nel 24 il proconsole Dolabella riuscì a porre fine alla guerra, espugnando, dopo un lungo assedio, la fortezza di Auzea in cui si era asserragliato Tacfarinas. Quest'ultimo, sconfitto, evitò la cattura con il suicidio.
L'immagine del ribelle che non si sottomette alla forza di un impero ha molto colpito la fantasia dei Berberi del XX secolo, che nel processo di riscoperta delle proprie origini anteriori all'islamizzazione gli riservarono un posto d'onore. Cosicché oggi molti danno ai loro figli il nome di Tacfarinas. A conferma di questa popolarità, un giovane cantante cabilo, Ahsen Zermani, ha assunto il nome d'arte Takfarinas (da molti abbreviato in Tak).

### Fonti primarie
- Tacito, Annales, II–IV;
- Inscriptiones Latinae Africanae 471, 472 (a Thuburnica), che attesterebbero la presenza di militari della legio VIII Augusta in Africa durante il regno di Tiberio.

### Fonti secondarie
- C.Daniels, Il mondo di Roma imperiale, a cura di John Wacher, parte IV: le frontiere, Africa, Roma-Bari 1989;
- Lawrence Keppie, The making of the roman army from republic to empire, Oklahoma 1998.